# John Bengtson
John D. Bengtson (1948-3 de marzo de 2024) fue un lingüista histórico y antropológo estadounidense.

## Biografía
Fue presidente y actualmente vicepresidente de la Asociación para el Estudio de la Lengua en la Prehistoria, y se ha desempeñado como editor (o coeditor) de la revista Mother Tongue (1996–2003, 2007–presente). Desde 2001 es miembro/investigador de Evolución de los lenguajes humanos, un proyecto internacional sobre la prehistoria lingüística de la humanidad coordinado por el Santa Fe Institute. Sus áreas de especialización incluyen lenguas y lingüística escandinava, lingüística indoeuropea, lenguas dené-caucásicas (sino-caucásicas) y paleolingüística (el estudio de la prehistoria humana a través de evidencia lingüística).

## Publicaciones
- Bengtson, John D. 1994. (with Merritt Ruhlen) Global Etymologies. In M. Ruhlen, On the Origin of Languages: Studies in Linguistic Taxonomy. Stanford, CA: Stanford University Press.
- 1994. Edward Sapir and the 'Sino-Dene' Hypothesis. Anthropological Science 102.3: 207-230.
- 1997. Ein Vergleich von Buruschaski und Nordkaukasisch. Georgica 20: 88-94.
- 1998. Caucasian and Sino-Tibetan: A Hypothesis of S.A. Starostin. General Linguistics 36.1/2: 33-49.
- 2008. Materials for a Comparative Grammar of the Dene-Caucasian (Sino-Caucasian) Languages. In Aspects of Comparative Linguistics, v. 3., pp. 45–118. Moscow: RSUH Publishers.
- 2008. (Ed.) In Hot Pursuit of Language in Prehistory: Essays in the four fields of anthropology In honor Harold Crane Fleming. Amsterdam: John Benjamins.
- 2008. The Languages of Northern Eurasia: Inference to the Best Explanation. In In Hot Pursuit of Language in Prehistory, J.D. Bengtson (ed.), pp. 241–262.
- 2009. (with Václav Blažek) Ainu and Austric: Evidence of Genetic Relationship. Journal of Language Relationship 2: 1-24.
- 2010. “Dene–Yeniseian” and the Rest of Dene–Caucasian: Part 3: The Burusho–Yeniseian (Karasuk) Hypothesis; Part 4: Burusho–Dene. In Working Papers in Athabaskan Languages (Alaska Native Language Center Working Papers No. 8), ed. by Siri Tuttle & Justin Spence, pp. 118. Fairbanks: Alaska Native Language Center.
- 2011. (with Václav Blažek) On the Burushaski–Indo–European hypothesis by I. Čašule. Journal of Language Relationship 6: 25-63.
- 2011. (with Pierre J. Bancel & Alain Matthey de l’Etang) Back to Proto–Sapiens (Part 2). The Global Kinship Terms Papa, Mama and Kaka . In: Kinship, Language, and Prehistory: Per Hage and the Renaissance in Kinship Studies , Ed. by Doug Jones & Bojka Milicic, pp. 38–45. Salt Lake City: University of Utah Press.
- 2013. (with Harold C. Fleming, Stephen L. Zegura, James B. Harrod & Shomarka O.Y. Keita) The Early Dispersions of Homo sapiens and Proto–Human from Africa. Mother Tongue 18: 143-187.
- 2015. (with George Starostin) The Dene–Sino–Caucasian hypothesis: state of the art and perspectives. Discussion draft posted on Academia.edu, 2015.
- 2015. (with Pierre J. Bancel & Alain Matthey de l’Etang) A Universal Proto-Interjection System in Modern-Day Humans. Mother Tongue 20: 249-261.
- 2016. (with Florent Dieterlen) Confirmation de l’ancienne extension des Basques par l’étude des dialectes de l’Europe de l’Ouest romane. [Confirmation of the former extension of the Basques from a study of the western Romance dialects of Europe.] Journal of Language Relationship 14/1: 1-27.
- 2016. Iarl and Iormun-; Arya- and Aryaman- : A Study in Indo-European Comparative Mythology. Comparative Mythology 2.1: 33–67. (December 2016)
- 2017. The Anthropological Context of Euskaro-Caucasian. Iran and the Caucasus 21.1: 75-91. doi 10.1163/1573384X-90000008
- 2018. How Do You Solve a Problem Like Euskera? Romance Philology 72: 15-33.
- 2019. (with Corinna Leschber) Notes on Euskaro-Caucasian (Vasconic) Substratum in western Indo-European Languages. Wékʷos. Revue d' études Indo-européennes 5: 11-50.
- 2019. ‘Where there is fire, there is smoke’: A study in the Euskaro-Caucasian hypothesis. Slovo aslovesnost 80: 3–25.
- 2020. Gerber’s ‘The Dene-Kusunda Hypothesis’: Archaeology and Genealogy of Linguistic Macro-Families and Its Significance in Tracing the History of Human Language. Man In India 100.1-2: 37-59.
- 2020. Comments on ‘Na-Dene and Beyond’; Sino-Dene (updated); the position of Haida. Mother Tongue 22: 11-42. doi 10.1515/mot-2020-220104
- 2020. Some Notes about Dene-Caucasian. Mother Tongue 22: 133-150. doi 10.1515/mot-2020-220110
- 2020. (with Pierre J. Bancel & Alain Matthey de l’Etang) The Proto-Sapiens Prohibitive/Negative Particle *Ma. Mother Tongue 22: 223-240. doi 10.1515/mot-2020-220112
- 2021. (with Pierre J. Bancel): On The Pronoun Roots N ‘1sg’ and M ‘2sg’ In the Native Languages of the Americas and Their Historical Meaning. Mother Tongue 23: 33–53. doi 10.31826/mot-2021-230106
- 2021. (with Corinna Leschber): Notes on some Pre-Greek words in relation to Euskaro-Caucasian (North Caucasian + Basque). Journal of Language Relationship / Voprosy jazykovogo rodstva 19/2: 71-98. doi 10.1515/jlr-2021-191-210
- 2022. Basque and its Closest Relatives: A New Paradigm. An Updated Study of the Euskaro-Caucasian (Vasco-Caucasian) Hypothesis. Piscataway, New Jersey: Gorgias Press.